# Austin Krajicek
Austin Krajicek (Tampa, 16 juni 1990) is een Amerikaanse tennisspeler. Hij heeft twaalf ATP-toernooien in het dubbelspel gewonnen. Hij heeft twee challengers in het enkelspel en negentien challengers in het dubbelspel op zijn naam staan. Austin is een verre neef van Richard Krajicek.

## Palmares
| Legenda                       | Legenda               |
| ----------------------------- | --------------------- |
| Grand Slam                    |                       |
| Olympische Spelen             |                       |
| tot 2009                      | vanaf 2009            |
| Tennis Masters Cup            | ATP Finals            |
| ATP Masters Series            | ATP Tour Masters 1000 |
| ATP International Series Gold | ATP Tour 500          |
| ATP International Series      | ATP Tour 250          |

### Palmares enkelspel
| Nr.                  | Datum            | Toernooi | Ondergrond | Tegenstander in finale   | Score               |
| -------------------- | ---------------- | -------- | ---------- | ------------------------ | ------------------- |
| Gewonnen challengers |                  |          |            |                          |                     |
| 1.                   | 7 september 2014 | Medellín | Gravel     | João Souza               | 7-5, 6-3            |
| 2.                   | 12 april 2015    | León     | Hardcourt  | Adrián Menéndez Maceiras | 6-7(3), 7-6(5), 6-4 |

### Palmares dubbelspel
| Nr.                              | Datum             | Toernooi           | Ondergrond    | Partner               | Tegenstanders in finale                     | Score                  | Details |
| -------------------------------- | ----------------- | ------------------ | ------------- | --------------------- | ------------------------------------------- | ---------------------- | ------- |
| Gewonnen finales herendubbel     |                   |                    |               |                       |                                             |                        |         |
| 1.                               | 21 oktober 2018   | ATP Moskou         | Hardcourt (i) | Rajeev Ram            | Maks Mirni Philipp Oswald                   | 7-6(4), 6-4            | Details |
| 2.                               | 15 juni 2019      | ATP Rosmalen       | Gras          | Dominic Inglot        | Marcus Daniell Wesley Koolhof               | 6-4, 4-6, [10-4]       | Details |
| 3.                               | 29 juli 2019      | ATP Atlanta        | Hardcourt     | Dominic Inglot        | Bob Bryan Mike Bryan                        | 6-4, 6-7(5), [11-9]    | Details |
| 4.                               | 13 september 2020 | ATP Kitzbühel      | Gravel        | Franko Škugor         | Marcel Granollers Horacio Zeballos          | 7-6(5), 7-5            | Details |
| 5.                               | 21 mei 2022       | ATP Lyon           | Gravel        | Ivan Dodig            | Máximo González Marcelo Melo                | 6-3, 6-4               | Details |
| 6.                               | 23 oktober 2022   | ATP Napels         | Hardcourt (i) | Ivan Dodig            | Matthew Ebden John Peers                    | 6–3, 1–6, [10–8]       | Details |
| 7.                               | 30 oktober 2022   | ATP Bazel          | Hardcourt     | Ivan Dodig            | Nicolas Mahut Édouard Roger-Vasselin        | 6–4, 7–6(5)            | Details |
| 8.                               | 19 februari 2023  | ATP Rotterdam      | Hardcourt (i) | Ivan Dodig            | Rohan Bopanna Matthew Ebden                 | 7–6(5), 2–6, [12–10]   | Details |
| 9.                               | 9 april 2023      | ATP Monte Carlo    | Gravel        | Ivan Dodig            | Romain Arneodo Sam Weissborn                | 6–0, 4–6, [14–12]      | details |
| 10.                              | 11 juni 2023      | Roland Garros      | Gravel        | Ivan Dodig            | Sander Gillé Joran Vliegen                  | 6-3, 6-1               | details |
| 11.                              | 25 juni 2023      | ATP Londen         | Gras          | Ivan Dodig            | Taylor Fritz Jiří Lehečka                   | 6–4, 6–7(5), [10–3]    | Details |
| 12.                              | 4 oktober 2023    | ATP Peking         | Hardcourt     | Ivan Dodig            | Wesley Koolhof Neal Skupski                 | 6–7(12), 6–3, [10–5]   | Details |
| Verloren finales herendubbel     |                   |                    |               |                       |                                             |                        |         |
| 1.                               | 10 januari 2016   | ATP Chennai        | Hardcourt     | Benoît Paire          | Olivier Marach Fabrice Martin               | 3-6, 7-5               | Details |
| 2.                               | 11 februari 2018  | ATP Quito          | Gravel        | Jackson Withrow       | Nicolás Jarry Hans Podlipnik Castillo       | 6-7(6), 3-6            | Details |
| 3.                               | 30 september 2018 | ATP Chengdu        | Hardcourt     | Jeevan Nedunchezhiyan | Ivan Dodig Mate Pavić                       | 2-6, 4-6               | Details |
| 4.                               | 2 maart 2019      | ATP Acapulco       | Hardcourt     | Artem Sitak           | Alexander Zverev Mischa Zverev              | 6-2, 6-7(4), [5-10]    | Details |
| 5.                               | 3 augustus 2019   | ATP Cabo San Lucas | Hardcourt     | Dominic Inglot        | Romain Arneodo Hugo Nys                     | 5–7, 7–5, [14–16]      | Details |
| 6.                               | 18 juli 2021      | ATP Newport        | Gras          | Vasek Pospisil        | William Blumberg Jack Sock                  | 2-6, 6-7(3)            | Details |
| 7.                               | 22 augustus 2021  | ATP Cincinnati     | Hardcourt     | Steve Johnson         | Marcel Granollers Horacio Zeballos          | 6-7(5), 6-7(5)         | Details |
| 8.                               | 27 augustus 2021  | ATP Winston-Salem  | Hardcourt     | Ivan Dodig            | Marcelo Arévalo Matwé Middelkoop            | 7-6(5), 5-7, [6-10]    | Details |
| 9.                               | 4 juni 2022       | Roland Garros      | Gravel        | Ivan Dodig            | Marcelo Arévalo Jean-Julien Rojer           | 7-6(4), 6-7(5), 3-6    | details |
| 10.                              | 7 augustus 2022   | ATP Washington     | Hardcourt     | Ivan Dodig            | Nick Kyrgios Jack Sock                      | 5-7, 4-6               | Details |
| 11.                              | 16 oktober 2022   | ATP Florence       | Hardcourt (i) | Ivan Dodig            | Nicolas Mahut Édouard Roger-Vasselin        | 6-7(4), 3-6            | Details |
| 12.                              | 6 november 2022   | ATP Parijs         | Hardcourt (i) | Ivan Dodig            | Marcel Granollers Horacio Zeballos          | 6-7(5), 4-6            | Details |
| 13.                              | 14 januari 2023   | ATP Adelaide 2     | Hardcourt     | Ivan Dodic            | Marcelo Arévalo Jean-Julien Rojer           | walkover               | Details |
| 14.                              | 1 april 2023      | ATP Miami          | Hardcourt     | Nicolas Mahut         | Santiago González Édouard Roger-Vasselin    | 6–7(4), 5–7            | Details |
| 15.                              | 1 juli 2023       | ATP Eastbourne     | Gras          | Ivan Dodic            | Nikola Mektić Mate Pavić                    | 4–6, 2–6               | Details |
| 16.                              | 2 maart 2024      | ATP Dubai          | Hardcourt     | Ivan Dodig            | Tallon Griekspoor Jan-Lennard Struff        | 4–6, 6–4, [6–10]       | Details |
| 17.                              | 30 maart 2024     | ATP Miami          | Hardcourt     | Ivan Dodig            | Rohan Bopanna Matthew Ebden                 | 7–6(3), 3–6, [6–10]    | Details |
| 18.                              | 3 augustus 2024   | Olympische spelen  | Gravel        | Rajeev Ram            | Matthew Ebden John Peers                    | 6–7(6), 7–6(1), [8-10] | Details |
| Gewonnen challengers herendubbel |                   |                    |               |                       |                                             |                        |         |
| 1.                               | 7 november 2011   | Knoxville          | Hardcourt (I) | Steve Johnson         | Adam Hubble Frederik Nielsen                | 3-6, 6-4, [13-11]      |         |
| 2.                               | 23 juli 2012      | Lexington          | Hardcourt     | John Peers            | Tennys Sandgren Rhyne Williams              | 6-1, 7-6(4)            |         |
| 3.                               | 12 november 2012  | Champaign          | Hardcourt (I) | Devin Britton         | Jean Andersen Izak van der Merwe            | 6-3, 6-3               |         |
| 4.                               | 29 april 2013     | Tallahassee        | Gravel        | Tennys Sandgren       | Greg Jones Peter Polansky                   | 1-6, 6-2, [10-8]       |         |
| 5.                               | 22 september 2013 | İzmir              | Hardcourt     | Tennys Sandgren       | Brydan Klein Dane Propoggia                 | 7-6(4), 6-4            |         |
| 6.                               | 13 oktober 2013   | Tiburon            | Hardcourt     | Rhyne Williams        | Bradley Klahn Rajeev Ram                    | 6-4, 6-1               |         |
| 7.                               | 5 januari 2014    | Nouméa             | Hardcourt     | Tennys Sandgren       | Ante Pavić Blaž Rola                        | 7-6(4), 6-3            |         |
| 8.                               | 3 augustus 2014   | Vancouver          | Hardcourt     | John-Patrick Smith    | Marcus Daniell Artem Sitak                  | 6-3, 4-6, [10-8]       |         |
| 9.                               | 7 september 2014  | Medellín           | Gravel        | César Ramírez         | Roberto Maytín Andrés Molteni               | 6-3, 7-5               |         |
| 10.                              | 10 januari 2015   | Nouméa             | Hardcourt     | Tennys Sandgren       | Jarmere Jenkins Bradley Klahn               | 7-6(2), 6-7(5), [10-5] |         |
| 11.                              | 12 april 2015     | León               | Hardcourt     | Rajeev Ram            | Guillermo Durán Horacio Zeballos            | 6-2, 7-5               |         |
| 12.                              | 26 april 2015     | Guadalajara        | Hardcourt     | Rajeev Ram            | Marcelo Demoliner Miguel Ángel Reyes-Varela | 7-5, 4-6, [10-6]       |         |
| 13.                              | 19 november 2016  | Champaign          | Hardcourt (i) | Tennys Sandgren       | Liam Broady Luke Bambridge                  | 7-6(4), 7-6(2)         |         |
| 14.                              | 29 januari 2017   | Maui               | Hardcourt     | Jackson Withrow       | Bradley Klahn Tennys Sandgren               | 6-4, 6-3               |         |
| 15.                              | 25 februari 2017  | Morelos            | Hardcourt     | Jackson Withrow       | Kevin King Dean O'Brien                     | 6-7(4), 7-6(5), [11-9] |         |
| 16.                              | 4 maart 2018      | Indian Wells       | Hardcourt     | Jackson Withrow       | Kevin King Nathan Pascha                    | 6-7(3), 6-1, [11-9]    |         |
| 17.                              | 24 juni 2018      | Ilkley             | Gras          | Jeevan Nedunchezhiyan | Kevin Krawietz Andreas Mies                 | 6-3, 6-3               |         |
| 18.                              | 14 juli 2018      | Winnetka           | Hardcourt     | Jeevan Nedunchezhiyan | Roberto Maytín Christopher Rungkat          | 64-7, 6-4, [10-5]      |         |
| 19.                              | 18 november 2018  | Houston            | Hardcourt     | Nicholas Monroe       | Marcelo Arévalo James Cerretani             | 4-6, 7-63, [10-5]      |         |

### Palmares Gemengd dubbelspel
| Nr.                            | Datum            | Toernooi | Ondergrond | Partner        | Tegenstanders in finale        | Score    | Details |
| ------------------------------ | ---------------- | -------- | ---------- | -------------- | ------------------------------ | -------- | ------- |
| Verloren finales gemengddubbel |                  |          |            |                |                                |          |         |
| 1.                             | 9 september 2023 | US Open  | Hardcourt  | Jessica Pegula | Anna Danilina Harri Heliövaara | 3-6, 4-6 | details |

## Prestatietabellen
| Legenda | Legenda                          |
| ------- | -------------------------------- |
| g.t.    | geen toernooi gehouden           |
| l.c.    | lagere categorie                 |
| –       | niet deelgenomen                 |
| G       | uitgeschakeld in de groepsfase   |
| 1R      | uitgeschakeld in de eerste ronde |
| 2R      | uitgeschakeld in de tweede ronde |
| 3R      | uitgeschakeld in de derde ronde  |
| 4R      | uitgeschakeld in de vierde ronde |
| KF      | uitgeschakeld in de kwartfinale  |
| HF      | uitgeschakeld in de halve finale |
| F       | de finale verloren               |
| W       | het toernooi gewonnen            |
| w-v     | winst/verlies-balans             |

### Prestatietabel enkelspel
| Grandslamtoernooien  |      |      |      |
| Australian Open      | –    | –    | 2R   |
| Roland Garros        | –    | –    | –    |
| Wimbledon            | –    | –    | –    |
| US Open              | 1R   | 2R   | –    |
| ATP Finals           |      |      |      |
| ATP Finals           | –    | –    | –    |
| ATP Masters 1000     |      |      |      |
| Indian Wells         | –    | 1R   | –    |
| Miami                | –    | 2R   | –    |
| Monte Carlo          | –    | –    | –    |
| Hamburg              | –    | l.c. | l.c. |
| Madrid               | –    | –    | –    |
| Rome                 | –    | –    | –    |
| Montreal/Toronto     | –    | –    | –    |
| Cincinnati           | –    | –    | –    |
| Shanghai             | l.c. | –    | –    |
| Parijs               | –    | –    | –    |
| Olympische Spelen    |      |      |      |
| Olympische Spelen    | –    | g.t. | –    |
| Statistieken         |      |      |      |
| Totaal aantal titels | 0    | 0    | 0    |
| Eindejaarsranking    | 1040 | 104  | 252  |

### Prestatietabel dubbelspel
| Grandslamtoernooien  |      |      |      |      |     |      |      |      |      |      |      |      |    |
| Australian Open      | –    | –    | –    | 2R   | 2R  | –    | –    | 2R   | 3R   | –    | 3R   | 1R   | 2R |
| Roland Garros        | –    | –    | –    | 2R   | –   | –    | –    | 1R   | 2R   | 2R   | F    | W    | 2R |
| Wimbledon            | –    | –    | 2R   | –    | –   | –    | 1R   | 1R   | g.t. | 1R   | 3R   | 2R   | 1R |
| US Open              | 1R   | 2R   | 1R   | 1R   | 1R  | 2R   | KF   | 2R   | 1R   | 3R   | 3R   | HF   |    |
| ATP Finals           |      |      |      |      |     |      |      |      |      |      |      |      |    |
| ATP Finals           | –    | –    | –    | –    | –   | –    | –    | –    | –    | –    | G    | G    |    |
| ATP Masters 1000     |      |      |      |      |     |      |      |      |      |      |      |      |    |
| Indian Wells         | –    | –    | –    | –    | –   | –    | –    | –    | g.t. | 1R   | –    | 2R   | KF |
| Miami                | –    | –    | –    | –    | –   | –    | –    | 1R   | g.t. | 1R   | 2R   | F    | F  |
| Monte Carlo          | –    | –    | –    | –    | –   | –    | –    | –    | g.t. | –    | 1R   | W    | 2R |
| Madrid               | –    | –    | –    | –    | –   | –    | –    | 1R   | g.t. | –    | –    | 1R   | 1R |
| Rome                 | –    | –    | –    | –    | –   | –    | –    | 2R   | 1R   | 1R   | 1R   | 2R   | 1R |
| Montreal/Toronto     | –    | –    | –    | –    | –   | –    | –    | 2R   | g.t. | 2R   | 1R   | 2R   |    |
| Cincinnati           | –    | –    | –    | –    | –   | –    | –    | 2R   | HF   | F    | 1R   | HF   |    |
| Shanghai             | –    | –    | –    | –    | –   | –    | –    | –    | g.t. | g.t. | g.t. | 1R   |    |
| Parijs               | –    | –    | –    | –    | –   | –    | 2R   | 2R   | 2R   | –    | F    | HF   |    |
| Olympische Spelen    |      |      |      |      |     |      |      |      |      |      |      |      |    |
| Olympische Spelen    | g.t. | g.t. | g.t. | g.t. | –   | g.t. | g.t. | g.t. | g.t. | HF   | g.t. | g.t. |    |
| Statistieken         |      |      |      |      |     |      |      |      |      |      |      |      |    |
| Totaal aantal titels | 0    | 0    | 0    | 0    | 0   | 0    | 1    | 2    | 1    | 0    | 3    | 5    | 0  |
| Eindejaarsranking    | 384  | 102  | 69   | 83   | 112 | 126  | 41   | 42   | 41   | 40   | 10   | 1    |    |

### Prestatietabel gemengddubbelspel
| Grandslamtoernooien |      |      |      |   |      |      |      |      |    |      |      |    |
| Australian Open     | –    | –    | –    | – | –    | –    | –    | 1R   | –  | 1R   | 1R   | –  |
| Roland Garros       | –    | –    | –    | – | –    | –    | 2R   | g.t. | –  | 1R   | 1R   | 1R |
| Wimbledon           | –    | 2R   | –    | – | –    | –    | –    | g.t. | 1R | 1R   | –    | 1R |
| US Open             | 1R   | –    | –    | – | –    | –    | 1R   | g.t. | HF | 2R   | F    |    |
| Olympische Spelen   |      |      |      |   |      |      |      |      |    |      |      |    |
| Olympische Spelen   | g.t. | g.t. | g.t. | – | g.t. | g.t. | g.t. | g.t. | –  | g.t. | g.t. | –  |